# 浅井良夫
浅井 良夫（あさい よしお、1949年 - ）は、日本の経済学者。博士（経済学）（一橋大学・論文博士・2002年）。日本経済史専攻。成城大学経済学部教授（同大学院経済学研究科教授を兼務）。

## 略歴
1971年横浜国立大学経済学部卒業後、1976年一橋大学大学院経済学研究科博士課程単位取得退学。一橋大では中村政則、永原慶二らの指導を受けた。1976年より成城大学に勤務。2002年『戦後改革と民主主義』で、博士（経済学）（一橋大学・論文博士）の学位を取得。
ゼミでの教え子に、文芸評論家の斎藤美奈子がいる（斎藤美奈子『モダンガール論』文春文庫（2003年）の解説参照）。

## 著書
- 共著『戦後地方銀行史』東洋経済新報社 1993
- 共著『金融危機と革新』日本経済評論社 2000
- 『近現代日本の新視点』吉川弘文館 2000
- 『戦後改革と民主主義』吉川弘文館 2001
- 『日本銀行金融政策史』東大出版会 2001
- 共著『安定成長期の財政金融政策』日本経済評論社 2006

ほか